# Bulbul verdós galta-ratllat
El bulbul verdós galta-ratllat (Arizelocichla striifacies) és una espècie d'ocell de la família dels picnonòtids (Pycnonotidae). Es troba a Kenya, Malawi, Moçambic i Tanzània. Els seus hàbitats principals són els boscos tropicals i subtropicals de frondoses humits de les terres baixes i de l'estatge montà, els matollars humits i de muntanya tropicals i subtropicals i les plantacions. El seu estat de conservació es considera de risc mínim.

## Taxonomia
Segons el Handook of the Birds of the World i la quarta versió de la BirdLife International Checklist of the birds of the world (Desembre 2019), el bulbul verdós muntanyenc presenta dues subespècies: (A.s. striifacies i olivaceiceps). Tanmateix, en la llista mundial d'ocells del Congrés Ornitològic Internacional (versió 13.2, juliol 2023) la subespècie olivaceicepses considera que conformen una espècie separada: Arizelocichla olivaceiceps.